# Hermodsdal
Hermodsdal är ett delområde i stadsdelen Fosie i Malmö. 
Hermodsdal består av flerfamiljshus från 1960-talet. Området ligger väster om Eriksfältsgatan, norr om Inre Ringvägen. Den 1 januari 2008 hade 73 % av Hermodsdals befolkning utländskt ursprung.
Hermodsdal har av polisen sedan 2017 klassats som ett särskilt utsatt område.

## Skolor
Skolan i Hermodsdal heter Hermodsdalsskolan och är en F–9-skola. Stadsdelens politiker vållade kraftiga protester under våren 2006, när de föreslog att lägga ner skolans högstadium med 200 elever, efter problem med oordning, vandalisering och låga studieresultat. Högstadiet lades ner, men öppnade åter hösten 2011 i begränsad omfattning.
Förskolan i området har lagts ner och stängts.

## "Dinosaurieparken" i Hermodsdal

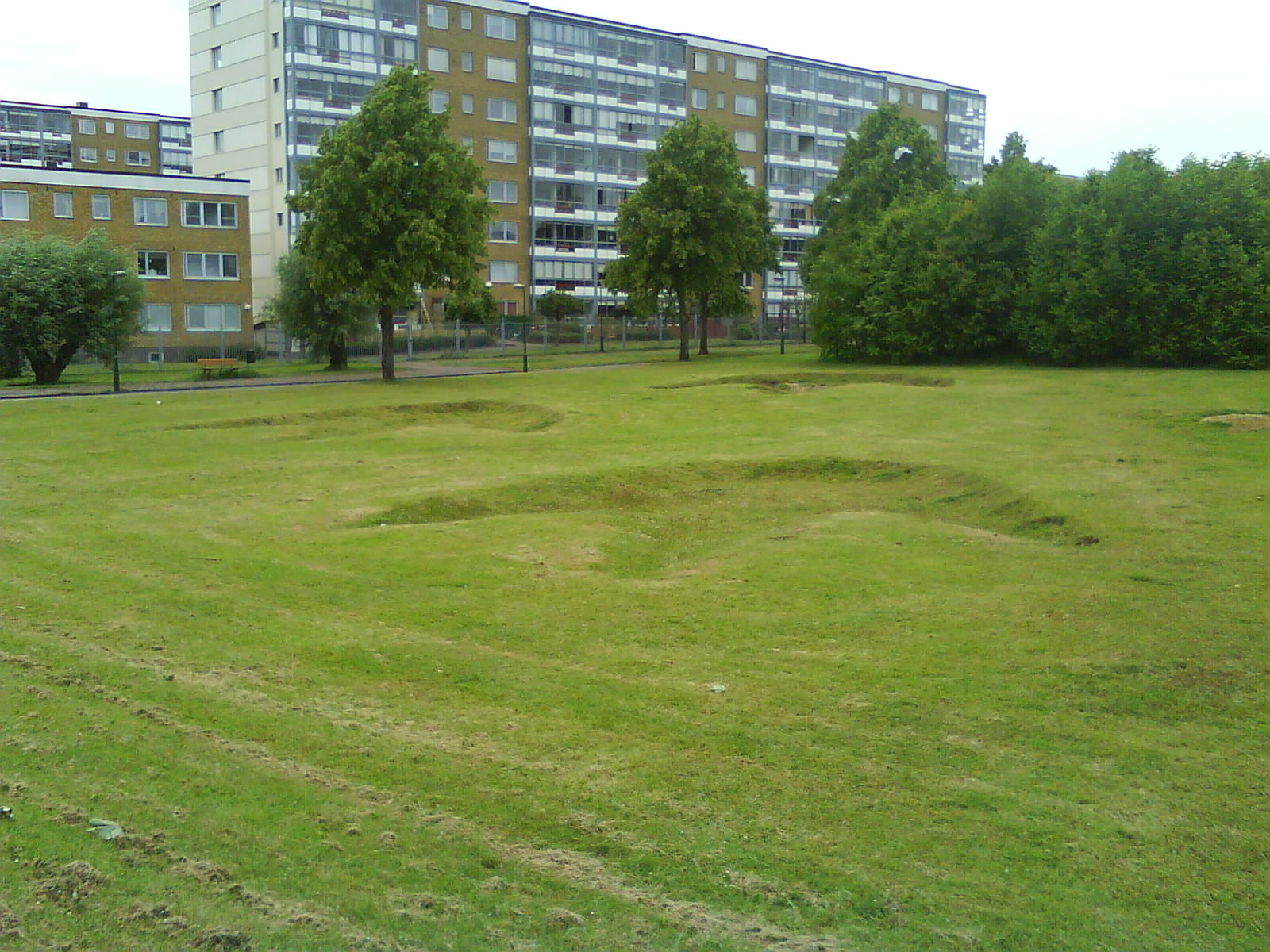
Dinosaurieparken i Hermodsdal

Parken är egentligen en vanlig gräsmatta, men det finns fotavtryck som då ska föreställa avtryck från en dinosaurie. Det finns tre fotavtryck. Avtrycken syntes mer förr då det bara var sand i dem, men nu har det vuxit gräs på avtrycken. Platsen är väldigt öppen och runt om området växer det buskar och träd.